# 布兰卡龙属
布蘭卡龍（學名：Brancasaurus）是蛇頸龍亞目的一屬，生存於白堊紀早期的德國。模式種是B. brancai，是在1914年命名。屬名是以德國古生物學家威廉·馮·布蘭卡（Wilhelm von Branca）為名。布蘭卡龍具有小型頭部、長頸部，外形類似薄板龍。

## 外部連結
- Brancasaurus in the Plesiosaur Directory